# الماليون
الماليون هم أهل مالي ومواطنوها. 

## المجموعات العرقية
المجموعة العرقية الأكبر في مالي هم البامبارا. 

## دِين
أغلبية الماليين مسلمون على مذهب أهل السنة والجماعة. 